# ويل بيلتز
ويل بيلتز (بالإنجليزية: Will Peltz)‏ هو ممثل أمريكي، ولد في 30 مايو 1986 بنيويورك في الولايات المتحدة.

## أعمال

### أفلام
- (2011) في الوقت المحدد[4][5]
- (2013) بارانويا[6]
- (2014) رجال ونساء وأطفال[7]
- (2014) غير ودود
- (2015) الضواحي

## وصلات خارجية
- ويل بيلتز على موقع IMDb (الإنجليزية)
- ويل بيلتز على موقع ألو سيني (الفرنسية)
- ويل بيلتز على موقع أول موفي (الإنجليزية)
- ويل بيلتز على موقع قاعدة بيانات الفيلم (الإنجليزية)
- ويل بيلتز على موقع كينوبويسك (الروسية)